# José Juan Vázquez
José Juan Vázquez Gómez (spanskt uttal: [xoˈse ˈxwam ˈbaskes]), född 14 mars 1988, är en mexikansk fotbollsspelare som spelar som defensiv mittfältare för Toluca, på lån från Guadalajara. 
Vázquez kallas för "El Gallo" (spanska för tupp) för sättet han har sitt hår i en tuppkam.

## Landslagskarriär
Den 23 januari 2014 fick Vázquez sin första landslagsuttagning av förbundskaptenen Miguel Herrera. Han gjorde sin landslagsdebut mot Sydkorea den 29 januari 2014, en match han startade och spelade 55 minuter innan han byttes ut mot Jesús Zavala. 
Han var med i Mexikos trupp vid världsmästerskapet i fotboll 2014.